# Comunicarea cu inteligența extraterestră

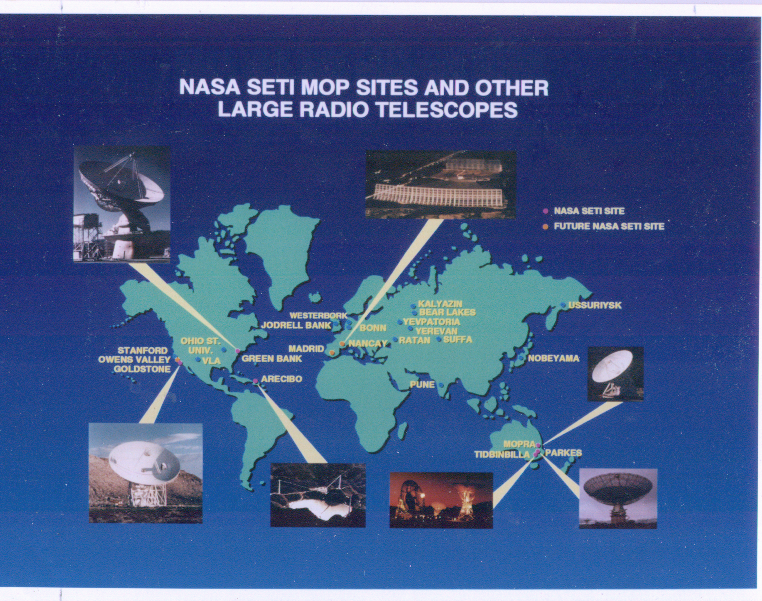
NASA SETI (Search for Extraterrestrial Intelligence) Microwave Observing Project.

Comunicarea cu inteligența extraterestră (CETI) este o ramură a căutării inteligenței extraterestre, care se concentrează pe compunerea și descifrarea mesajelor care ar putea fi, teoretic, înțelese de o altă civilizație tehnologică. Cel mai cunoscut experiment CETI a fost mesajul Arecibo compus de Frank Drake și Carl Sagan în 1974. Există mai multe organizații independente și persoane implicate în cercetarea CETI; abrevierile CETI și SETI nu ar trebui să fie considerate ca referindu-se la oricare organizație particulară (cum ar fi Institutul SETI).
Cercetarea CETI s-a concentrat pe patru mari domenii: limbaje matematice, sisteme pictografice, cum ar fi mesajul Arecibo, sisteme algoritmice de comunicare (ACETI) și abordări de calcul pentru detectarea și descifrarea comunicării în limbaj "natural". Rămân încă multe sisteme de scriere nedescifrabile în comunicarea umană, cum ar fi Linear A, descoperite de arheologi. O mare parte a efortului de cercetare este îndreptat către modul de a depăși probleme similare de descifrare care apar în mai multe scenarii de comunicare interplanetară.
În data de 13 februarie 2015, la o reuniune anuală a Asociației Americane pentru Progresul Științei, oamenii de știință (incluzând pe David Grinspoon, Seth Shostak, și David Brin), au discutat despre SETI activ și dacă transmiterea unui mesaj către posibili extratereștri inteligenți din Cosmos a fost o idee bună  . În aceeași săptămână, a fost dată o declarație, semnată de mulți din comunitatea SETI, că "trebuie să aibă loc o discuție științifică, politică, umanitară mondială înainte ca orice mesaj să fie trimis" . La 28 martie 2015, un eseu înrudit a fost scris de Seth Shostak și publicat în The New York Times [4].

## Istoric
În secolul al 19-lea existau multe cărți și articole despre posibilii locuitori ai altor planete. Mulți oameni credeau că ființe inteligente ar putea trăi pe Lună, Marte și Venus; dar, din moment ce călătoria la alte planete nu era încă posibilă, unii oameni sugerau modalități de a trimite semnale către extratereștri chiar înainte ca radioul să fie descoperit.
Carl Friedrich Gauss a sugerat ca un triunghi uriaș și trei pătrate(teorema lui Pitagora), ar putea fi trasate pe tundra siberiană. Contururile formelor ar putea fi dintr-o fâșie largă de zece mile de pădure din pin, iar interioarele din secară sau grâu.
Joseph Johann Littrow a propus folosirea Saharei ca o tablă. Tranșee gigante de mai multe sute de yarzi lărgime ar putea delimita forme de douăzeci de mile lățime. Apoi tranșeele ar fi putut fi umplute cu apă, iar ulterior suficient de mult kerosen ar fi putut fi turnat deasupra apei pentru a arde timp de șase ore. Folosind această metodă, un semnal diferit ar fi putut fi trimis în fiecare noapte.
Între timp, alți astronomi erau în căutare de semne de viață pe alte planete. În 1822, Franz von Gruithuisen a crezut că a văzut un oraș uriaș și dovezi de agricultură pe Lună, dar astronomi care foloseau instrumente mai puternice, au respins afirmațiile sale. Gruithuisen credea, de asemenea, că a văzut dovezi ale vieții pe Venus. Lumină provenind din ardere, a fost observată pe Venus, iar el a postulat că aceasta s-ar datora unui mare festival al focului produs de locuitori pentru a sărbători pe noul lor împărat. Mai târziu, și-a revizuit poziția, afirmând că venusienii ar putea să-și ardă pădurile tropicale pentru a face mai mult teren agricol.
La sfârșitul anilor 1800, posibilitatea de viață pe Lună a fost dată la o parte. Astronomii din acel moment credeau în ipoteza Kant-Laplace, care afirma că cele mai îndepărtate planete de Soare sunt cele mai vechi, prin urmare, Marte era mult mai probabil să aibă civilizații avansate decât Venus. Era evident că Venus a fost învăluită mereu în nori, deci venusienii, probabil, nu ar fi astronomi foarte buni. Investigații ulterioare s-au axat pe contactarea marțienilor. În 1877, Giovanni Schiaparelli a anunțat că a descoperit "Canali" ( "canale" în limba italiană, care apar în mod natural, și tradus greșit cu "canals", care sunt artificiale) pe Marte - acest lucru a fost urmat de treizeci de ani de entuziasm marțian.
Inventatorul Charles Cros era convins că licăririle de lumină observate pe Marte și Venus sunt luminile orașelor mari. Și-a petrecut ani din viață încercând să obțină fonduri pentru o oglindă gigantică cu care să trimită semnale marțienilor. Lumina intens reflectată de oglindă s-ar fi concentrat pe deșertul marțian, unde ar fi putut fi folosită pentru a arde imagini în nisipul marțian.
Inventatorul Nikola Tesla a menționat de mai multe ori pe parcursul carierei sale că s-a gândit că invențiile sale, cum ar fi bobina lui Tesla, folosită în scopul unui "receptor de rezonanță", ar putea fi folosită la comunicarea cu alte planete [6] [7] și chiar a observat semnale repetitive a ceea ce el a crezut în 1899 a fi comunicațiile radio extraterestre care vin de pe Venus sau Marte. Totuși, aceste "semnale" s-au dovedit a fi radiație terestră.
În jurul anilor 1900, a fost creat Premiul Guzman; primei persoane care ar stabili o comunicare interplanetară i s-ar acorda 100.000 de franci cu o singură prevedere: Marte să fie exclusă, deoarece doamna Guzman a crezut comunicarea cu Marte a fi prea ușoară pentru a merita un premiu [8]
Când canalele marțiene s-au dovedit iluzorii, părea că oamenii sunt singuri în sistemul solar.

## Vezi și
- Viață extraterestră
- SETI